# Наньнін
Наньнін (кит.: 南宁, піньїнь: Nánníng; чжуан. Nanzningz) — місто окружного рівня, економічний, адміністративний і культурний центр Гуансі-Чжуанського автономного району. Населення міста становить 6,48 млн (на 2004 рік). У місті є зоопарк Наньнін. У підпорядкуванні міста знаходяться 6 районів і 6 повітів загальною площею 22,626 тис. км².

## Географія
Префектура Наньнін переважно розташована у південно-західній частині району.

### Клімат
Місто знаходиться у зоні, котра характеризується вологим субтропічним кліматом. Найтепліший місяць — липень із середньою температурою 29.4 °C (85 °F). Найхолодніший місяць — січень, з середньою температурою 13.3 °С (56 °F).
| Клімат Наньніна         | Клімат Наньніна | Клімат Наньніна | Клімат Наньніна | Клімат Наньніна | Клімат Наньніна | Клімат Наньніна | Клімат Наньніна | Клімат Наньніна | Клімат Наньніна | Клімат Наньніна | Клімат Наньніна | Клімат Наньніна | Клімат Наньніна |
| Показник                | Січ.            | Лют.            | Бер.            | Квіт.           | Трав.           | Черв.           | Лип.            | Серп.           | Вер.            | Жовт.           | Лист.           | Груд.           | Рік             |
| Абсолютний максимум, °C | 31              | 36              | 38              | 38              | 37              | 37              | 38              | 38              | 40              | 35              | 32              | 28              | 40              |
| Середній максимум, °C   | 16              | 17              | 21              | 25              | 29              | 31              | 32              | 32              | 30              | 27              | 23              | 19              | 25              |
| Середня температура, °C | 13              | 14              | 18              | 22              | 26              | 28              | 29              | 28              | 27              | 24              | 19              | 15              | 22              |
| Середній мінімум, °C    | 10              | 11              | 15              | 19              | 23              | 25              | 26              | 25              | 23              | 20              | 15              | 11              | 18              |
| Абсолютний мінімум, °C  | −1              | 1               | 4               | 10              | 12              | 17              | 21              | 20              | 16              | 8               | 3               | 0               | −1              |
| Норма опадів, мм        | 30              | 40              | 50              | 90              | 190             | 230             | 200             | 210             | 120             | 80              | 40              | 20              | 1340            |
| ----------------------- | --------------- | --------------- | --------------- | --------------- | --------------- | --------------- | --------------- | --------------- | --------------- | --------------- | --------------- | --------------- | --------------- |
| Джерело: Weatherbase    |                 |                 |                 |                 |                 |                 |                 |                 |                 |                 |                 |                 |                 |

## Адміністративний поділ
Префектура поділяється на 7 районів, 1 місто та 4 повіти:
| Карта | Карта    | Карта    | Карта            |
| --- | -------- | -------- | ---------------- |
| Лун'ань ① ② ③ Машань Умін ④ ⑤ Юннін Шанлінь Біньян Хенчжоу ① Сісянтан ② Цзяннань ③ Лянцін ④ Сіннін ⑤ Цінсю |          |          |                  |
| Статус | Назва    | Оригінал | Населення (2020) |
| Район | Лянцін   | 良庆区   | 587 618          |
| Район | Сіннін   | 兴宁区   | 615 485          |
| Район | Сісянтан | 西乡塘区 | 1 643 819        |
| Район | Умін     | 武鸣区   | 683 826          |
| Район | Цінсю    | 青秀区   | 1 124 334        |
| Район | Цзяннань | 江南区   | 989 823          |
| Район | Юннін    | 邕宁区   | 332 280          |
| Місто | Хенчжоу  | 横州市   | 896 099          |
| Повіт | Біньян   | 宾阳县   | 801 407          |
| Повіт | Лун'ань  | 隆安县   | 325 140          |
| Повіт | Машань   | 马山县   | 382 430          |
| Повіт | Шанлінь  | 上林县   | 359 323          |

## Промисловість
Станом на весну 2024 року, корпорація Apple Inc. ухвалила рішення про перенесення своїх виробничих потужностей з виробництва iPhone з Китаю до Індії та В'єтнаму. Відповідно, місто Наньнін стало своєрідним «містом-примарою», адже в ньому припинив свою діяльність один з головних підрядників Apple, тайванський завод Foxconn. Після рішення Apple, роботу втратили 50 тис. осіб, а територія заводу, на даний час, стала практично пустельною.

## Транспорт
У червні 2016 року в місті відкрито метрополітен. На кінець 2020 року в місті працює 87 підземних станцій на чотирьох лініях, ще одна лінія будується.

## Міста-партнери
- Бундаберг, штат Квінсленд, Австралія (1998 рік)
- Прово, штат Юта, США (2000 рік)
- Клагенфурт-ам-Вертерзе, федеральна земля Каринтія, Австрія (2001 рік)
- Амфое Муанг, провінція Кхонкен, Таїланд (2001 рік)
- Давао, Філіппіни (2006 рік)
- Іпох, Малайзія
- Янгон, М'янма (2009 рік)
- Івано-Франківськ, Україна (2019 рік)[7]